# Norrort
Norrort är ett område i Storstockholm, norr om Stockholms kommun. Det är, till skillnad från Västerort och Söderort, ingen exakt avgränsad administrativ eller statistisk enhet. Normalt räknas några norr om Stockholm belägna kommuner, vilka är Solna, Lidingö, Danderyd, Sollentuna, Täby, Vaxholm, Österåker, Vallentuna och Upplands Väsby in i begreppet. I mäklarannonser kan ett större område räknas in i Norrort. Ett trettiotal företag använder begreppet i sina namn. De flesta av dem ligger i kommunerna Danderyd, Sollentuna och Täby, men även Järfälla och Vallentuna är vanliga hemorter för dessa företag.
Det används också, med något olika utsträckning, för viss statlig distriktsindelning.
Polisområde Stockholm nord omfattar Bromma, Vällingby/Hässelby, Sollentuna, Solna, Sundbyberg, Täby, Danderyd, Vaxholm, Österåker, Vallentuna, Järva, Järfälla, Sigtuna, Upplands Väsby, Upplands-Bro samt Norrtälje.
Norrorts brottsofferjour betjänar samma kommuner.
Norrorts åklagarkammare handlägger brott begångna inom följande kommuner: Danderyd, Järfälla, Norrtälje, Sigtuna, Sollentuna, Täby, Upplands-Bro, Upplands Väsby, Vallentuna, Vaxholm och Österåker.
Norrort var även namnet på en lokaltidning som Svenska Dagbladets AB och Huvudstadspress gav ut mellan oktober 1957 och maj 1987. Tidningens bevaknings- och spridningsområde motsvarade kommunerna Danderyd, Sollentuna, Täby och Vallentuna. Dessutom hade Norrort flera editioner där första sidan och en del insidor byttes ut.  För Upplands-Väsby hette editionen "Väsby-Nytt", för Sigtuna kommun "Sigtuna-Märsta Posten" och för Vaxholm och Österåker "Vaxholms Tidning." Norrort och dess editioner var prenumererade tidningar som utkom en gång i veckan under större delen av sin verksamhet.
Norrortsleden, som invigdes 2008, går från Häggvik i Sollentuna kommun till Rosenkälla i Österåkers kommun och passerar även kommunerna Upplands-Väsby, Täby och Vallentuna.